# 小松うどん
小松うどん（こまつうどん）は、石川県小松市の郷土料理。江戸時代の俳人、松尾芭蕉が食し、称賛したとされる。

## 概要
細めで、ほどよいコシのうどんである。あっさりしたダシとの相性が良い。
江戸時代には加賀藩の御用達として将軍家や他の大名にも贈答されていた。
2023年時点では、約70店舗の店が小松うどんの認定を受けて、提供している。

## 歴史
元禄2年（1689年）、小松の俳人・塵生がおくのほそ道の旅の途中だった松尾芭蕉に乾うどん二箱を届け、芭蕉からの「殊に珍敷（めずらしき）乾うどん」に対する謝礼の返書が残されている。
元禄7年（1694年）の『小松旧記』には、小松町奉行から加賀藩の台所奉行にあてた返書「干饂飩のこと」でうどんについての細かい注文が書かれているほか、うどんの製造者として八日市町（小松市）の亀屋徳右衛門の名が記されている。
宝暦5年（1755年）の『御国御目付衆江御答帳』には、巡見使が「加賀藩の名物」を問われた場合、金沢の象眼鐙と染手綱、小松の長機二重堅絹と干饂飩と答えることになっていたことが記されている。
2018年には、特許庁の地域団体商標に登録される。
2023年3月には、文化庁の100年フードに認定された。石川県からは白山市の美川のふぐの子糠漬に続く2例目の認定となる。

## 著名な小松うどん店
明治30年（1897年）、鉄道が開通する直前の小松駅近くの角に「加登長（かどちょう）」が開業したことで、うどんは広く庶民が味わえる食べ物となった。加登長は最初の公選小松市長となる和田伝四郎の叔父・和田長平が開いたものである。加登長は人気店となり、のれん分けによって石川県内に多数の店を構えたが、小松市内には加登長の店舗は現存していない。
明治38年（1905年）、「中佐」が開業する。中佐はその後「本店」や「西店」、「中店」などを開いて計5店舗になり、これらの店で修行を積んだ人たちが独立すると、中佐にあやかって「中石」「中音」「中定」「中芳」など「中」のついた屋号をつけていった。

## 小松うどんつるつる創研
小松うどんつるつる創研は、小松市や小松うどんを提供する飲食店で作られるNPO法人。
2024年の北陸新幹線小松駅開業を前に、小松うどんの認知度を高めるため、100年フードに応募を行った。

### 定義
「小松うどん定義八カ条」が小松うどんつるつる創研によって定められており、この定義を満たした場合のみ「小松うどん」を名乗れる。
- 小松市内で製造された麺であるべし
- 手打ち、手打ち風のものであるべし
- 加水量は、小麦粉重量に対して35%w.w以上52%w.w未満を基準とするべし
- 食塩水濃度10%を基準とするべし
- 白山水系の水で仕込むべし
- 出汁は、うるめ・むろあじ・さば節等を主に用い、昆布はふんだんに使いひくべし
- 具材は“じのもん”を出来る限り使うべし
- こまつの発展を願い、茹で上げるべし